# テネブレの7つの応唱
『テネブレの7つの応唱』（Sept répons des ténèbres） FP 181は、フランシス・プーランクが1961年に作曲した宗教音楽。曲はテネブレのレスポンソリウム（応唱）から採られたラテン語のテクストを用いた7曲から成り、ソプラノ独唱、合唱と管弦楽のために書かれている。ニューヨーク・フィルハーモニックの委嘱作品であり、初演は作曲者の死後の1963年4月にニューヨークのリンカーン・センターで行われた。

## 概要
プーランクは1936年に初めて宗教音楽へ意識を戻して『黒い聖母像への連禱』 FP 82を作曲、翌1937年には続けてミサ曲 ト長調などの複数の宗教的作品を書き上げた。また1956年のオペラ『カルメル会修道女の対話』ではフランス革命の最中、修道女たちに襲い掛かる宿命が扱われた。
本作はリンカーン・センター内に新たに誕生したコンサート・ホールのこけら落としのためとして、レナード・バーンスタインとニューヨーク・フィルハーモニックからの委嘱を受けて1961年に作曲された。同ホールは当時フィルハーモニック・ホールと呼ばれていたが、その後エイヴリー・フィッシャー・ホールという名前が定着することになる。プーランクはまず1961年にピアノ伴奏合唱曲とした版を書き上げ、1962年にこれにオーケストレーションを施した。初演は作曲者没後の1963年4月11日に行われ、指揮はトーマス・シッパーズ、ニューヨーク・フィルハーモニックの合唱と管弦楽が演奏した。フランス初演は1963年12月10日にパリのシャンゼリゼ劇場において、ジョルジュ・プレートルの指揮、フランス国立管弦楽団とサント＝クロワ少年合唱団、フランス国営放送合唱団によって行われた。

## 楽曲構成
曲はテネブレのレスポンソリウム（応唱）からのラテン語のテクストに基づいている。7つの楽曲は以下のようになっている。
1. ひとときすらも （Una hora non potuistis vigilare mecum）
2. 極悪なる商人ユダは　（Judas, mercator pessimus）
3. 不敬の者はイエズスを （Jesum tradidit）
4. 私の眼は曇った （Caligaverunt oculi mei）
5. 地上は暗闇となった （Tenebrae factae sunt）
6. 主は埋められぬ （Sepulto Domino）
7. 見よ、正しき者の最後を （Ecce quomodo moritur justus）

第1曲は聖木曜日の3番目の早課への応唱である「Una hora non potuistis vigilare mecum」に描かれる、ゲッセマネのイエスに関するものである。第2曲は聖木曜日の2番目の早課への応唱である「Judas, mercator pessimus」に描かれるイスカリオテのユダに焦点を当てている。第3曲と第4曲は聖金曜日の3番目の早課への応唱である「Jesum tradidit impius」と「Caligaverunt oculi mei」から採られたものである。第5曲は聖金曜日の2番目の応唱である「Tenebrae factae sunt」、第6曲は聖土曜日の3番目の応唱である「Sepulto Domino」、終曲は聖土曜日の2番目の応唱である「Ecce quomodo moritur justus」となっている。
曲は少年合唱とソプラノ独唱、管弦楽のために書かれている。後の演奏では独唱パートと合唱部に女声が加えられている。

## 関連文献
- Brandenstein, W.W. (2002). Francis Poulenc's Sept Répons Des Ténèbres: An Introduction and Analysis for Conductors. University of Southern California 642 pages. (要購読契約)